# Maťovské Vojkovce
Maťovské Vojkovce este o comună slovacă, aflată în districtul Michalovce din regiunea Košice. Localitatea se află la altitudinea de 106 m deasupra n.m., se întinde pe o suprafață de 12,29 km2 și în 2017 număra 622 de locuitori.

## Istoric
Localitatea Maťovské Vojkovce este atestată documentar din 1302.

## Demografie
| An:                | 1994 | 2004   | 2014   | 2024    |
| ------------------ | ---- | ------ | ------ | ------- |
| Număr de persoane: | 547  | 590    | 603    | 702     |
| Diferență:         |      | +7,86% | +2,20% | +16,41% |

| An:                | 2023 | 2024   |
| ------------------ | ---- | ------ |
| Număr de persoane: | 704  | 702    |
| Diferență:         |      | −0,28% |